# (37870) 1998 FJ23
1998 FJ23 (asteroide 37870) é um asteroide da cintura principal. Possui uma excentricidade de 0.14652780 e uma inclinação de 2.15626º.
Este asteroide foi descoberto no dia 20 de março de 1998 por LINEAR em Socorro.